# Augustus Goessling
Augustus Michael Goessling (* 17. November 1878 in St. Louis; † 22. August 1963 ebenda; auch Gus Goessling genannt) war ein US-amerikanischer Schwimmer und Wasserballspieler.

## Karriere
Goessling war 1904 erstmals Teilnehmer an Olympischen Spielen. In St. Louis nahm er mit der Mannschaft vom Missouri Athletic Club am Wettbewerb im Wasserball teil. Hier sicherte sich das Team die Bronzemedaille. Vier Jahre später folgte eine erneute Teilnahme. In den Schwimmwettkämpfen über 100 m Rücken und 200 m Brust scheiterte der US-Amerikaner jeweils im Vorlauf.
Später arbeitete Goessling als Großbauer und Vertreter.